# Lutjanus coeruleolineatus
Lutjanus coeruleolineatus is een straalvinnige vissensoort uit de familie van snappers (Lutjanidae). De wetenschappelijke naam van de soort is voor het eerst geldig gepubliceerd in 1838 door Rüppell.